# The Royal Foundation of The Prince and Princess of Wales
Die The Royal Foundation (dt. Die königliche Stiftung) ist eine Stiftung die im September 2009 von Prinz William und Prinz Harry unter dem Namen The Foundation of Prince William and Prince Harry (dt. Die Stiftung von Prinz William und Prinz Harry), zur Unterstützung von Wohltätigkeitsorganisationen, gegründet wurde. Nach der Hochzeit Williams mit Catherine Middleton, wurde diese im Juli 2012 ebenfalls Stifterin und die Stiftung in ihren heutigen Namen umbenannt.

## Wohltätigkeitsarbeit der Prinzen
Der Herzog von Cambridge und Prinz Harry sind Patron oder Präsident einer kleinen Anzahl von Wohltätigkeitsorganisationen. Im Jahr 2006 gründeten sie das The Princes’ Charities Forum (dt. Das Wohltätigkeitsforum der Prinzen), um die Zusammenarbeit zwischen Wohltätigkeitsorganisationen und Organisationen, mit denen sie verbunden sind, zu fördern.
Im Juli 2007 organisierten die Prinzen ein Gedenkkonzert für ihre 1997 verstorbene Mutter, Diana, Princess of Wales. Die Veranstaltung brachte eine Million Pfund für acht gemeinnützige Organisationen ein und wurde von rund 15 Millionen Menschen in ganz Großbritannien verfolgt und in über 500 Millionen Haushalte in 140 Ländern übertragen.
Im Mai 2008 sammelten die Prinzen eine Million Pfund für das Militärkrankenhaus in Headley Court und für die Soldaten-, Seefahrer-, Flieger- und Familienvereinigung (SSAFA), die verwundete Soldaten und ihre Familien unterstützt.
Die Stiftung steht im Zentrum des karitativen Engagements der Prinzen. Zusammen mit der Herzogin von Cambridge nutzen sie die Stiftung als Hauptinstrument für ihre gemeinnützigen Aktivitäten. Durch nachhaltige Finanzierungsquellen ist die Stiftung in der Lage, gemeinnützige Zuschüsse zu gewähren und Projekte von besonderem Interesse zu unterstützen. Die Stiftung hat bisher mit Organisationen wie Fields in Trust und ARK zusammengearbeitet. Am 8. Januar 2012 gab die Stiftung von Prinz William und Prinz Harry eine Partnerschaft mit dem The Forces in Mind Trust bekannt, um ehemalige britische Soldaten und ihre Familien zu unterstützen.

## Schwerpunkte
Obwohl die Stiftung nicht auf diese drei Schwerpunkte beschränkt ist, setzen der Herzog und die Herzogin von Cambridge und Prinz Harry folgende Schwerpunkte:
1. Hilfe für junge Menschen, insbesondere junge Menschen, die benachteiligt sind oder besondere Hilfe zu einem entscheidenden Zeitpunkt in ihrem Leben benötigen.
2. Nachhaltige Entwicklung, insbesondere für ein ausgewogenes Verhältnis zwischen Entwicklung und Erhaltung der Ressourcen und der natürlichen Umwelt.
3. Hilfe für Veteranen, insbesondere derer, die körperlich oder geistlich geschädigt sind.

Im März 2011 haben William und Catherine den The Prince William and Miss Catherine Middleton Charitable Gift Fund (dt. Der Prinz William und Frau Catherine Middleton Geschenkefonds) eingerichtet, der von der Stiftung von Prinz William und Prinz Harry getragen wurde, um Gratulanten ihrer Hochzeit zu ermöglichen, statt Geschenken an wohltätige Organisationen zu spenden. Der Geschenkfonds unterstützte 26 Wohltätigkeitsorganisationen, die das Paar zuvor ausgesucht hatte, darunter Organisationen für Veteranen, Kinder, ältere Menschen, Kunst, Sport und Naturschutz.